# Agostino Todaro
Agostino Todaro, född 14 januari 1818 i Palermo, Kungariket Bägge Sicilierna, död där 18 april 1892, var en italiensk botaniker.
Auktorsnamnet Tod. kan användas för Agostino Todaro i samband med ett vetenskapligt namn inom botaniken; se Wikipediaartiklar som länkar till auktorsnamnet.